# Ali Hojjat Kashani
Ali Hojjat Kashani (Nishapur, 9 aprile 1919 – Teheran, 11 aprile 1979) è stato un generale e politico iraniano nell'Esercito Imperiale, vice-primo ministro. Fu inoltre a capo della Physical Education Organization (Dipartimento di Educazione Fisica), il tentativo dello scià di espandere la cultura sportiva nel paese.
Nacque in una famiglia religiosa a Dizelabad, un villaggio all'interno della città di Nishapur. Suo padre e suo nonno erano figure religiose della zona. Sotto la sua gestione del Dipartimento di Educazione Fisica, furono costruiti i famosi Stadio Azadi e il Villaggio Olimpico. L'Iran vinse inoltre 64 medaglie ai Giochi asiatici a Teheran, tra cui 30 medaglia d'oro.
Processato insieme ad altri 10 imputati dopo la rivoluzione islamica, Kayhan Daily riferì che il processo durò complessivamente poche ore, con una media di circa 15 minuti a imputato.
Il tribunale rivoluzionario di Teheran dichiarò tutti colpevoli, condannandoli a morte. Vennero fucilati nella prigione Qasr. Alle vittime non fu permesso di vedere le loro famiglie prima dell'esecuzione.